# Ивашов, Валентин Иванович
Валенти́н Ива́нович Ивашо́в (24 июня 1929 — 30 апреля 2018) — российский учёный в области технологии мясных, молочных и рыбных продуктов, академик ВАСХНИЛ (1988), академик Российской академии наук (2013).

## Биография
Родился в посёлке МЖД Будогощенского района Ленинградской области. Окончил Ленинградский политехнический институт им. М. И. Калинина (1953).
В 1953—1962 конструктор Московского автомобильного института им. Лихачева.
В 1962—1986 гг. в Московском технологическом институте мясной и молочной промышленности (будущем Московском государственном университете прикладной биотехнологии): ассистент, старший преподаватель, доцент, профессор, декан факультета (1962—1986).
В 1986—1992 директор ВНИИ мясной промышленности (1986—1992).
С 1992 г. — профессор Московского государственного университета прикладной биотехнологии.
Доктор технических наук (1981), профессор (1982), академик ВАСХНИЛ (1988), член Президиума ВАСХНИЛ (1988—91), академик РАН (2013).
Область научных интересов — создание прогрессивных технологий в мясной и пищевой промышленности.
Умер 30 апреля 2018 года. Похоронен на Богородском кладбище (уч. 40).

## Награды, премии, почётные звания
Лауреат премии Правительства Российской Федерации в области науки и техники (1995). Изобретатель СССР.
Награждён медалями «Ветеран труда», «В память 850-летия Москвы», 10 медалями ВДНХ, знаком «Почетный работник высшей школы».

## Труды
Опубликовал более 300 научных работ, из них свыше 40 книг и брошюр. Получил 95 авторских свидетельств и патентов на изобретения.
Книги:
- Новое в науке о мясе. — М., 1988. — 39 с.
- Квалиметрия мяса и мясных продуктов. — М., 1989. — 47 с.
- Биотехнология и оценка качества животных кормов / соавт.: А. И. Сницарь, И. М. Чернуха. — М.: Агропромиздат, 1991. — 193 с.
- Технологическое оборудование предприятий мясной промышленности. Ч. 1. Оборудование для убоя и первичной обработки: учеб. пособие для студентов вузов, обучающихся по спец. «Технология мяса и мясн. продуктов» направления подгот. дипломир. спец. «Технология сырья и продуктов…». — М.: Колос, 2001. — 551 с.
- Технологическое оборудование предприятий мясной промышленности. — М., 2004. — 549 с.
- Технологическое оборудование предприятий мясной промышленности. Ч.2. Оборудование для переработки мяса: учеб. пособие… — СПб.: ГИОРД, 2007. — 457 с.
- Технологическое оборудование предприятий мясной промышленности: учеб… — СПб.: ГИОРД, 2010. — 733 с.